# Inčupe (przystanek kolejowy)
Inčupe – przystanek kolejowy i posterunek odgałęźny w pobliżu miejscowości Veselība, w gminie Saulkrasti, na Łotwie. Położony jest na linii Ryga - Skulte.

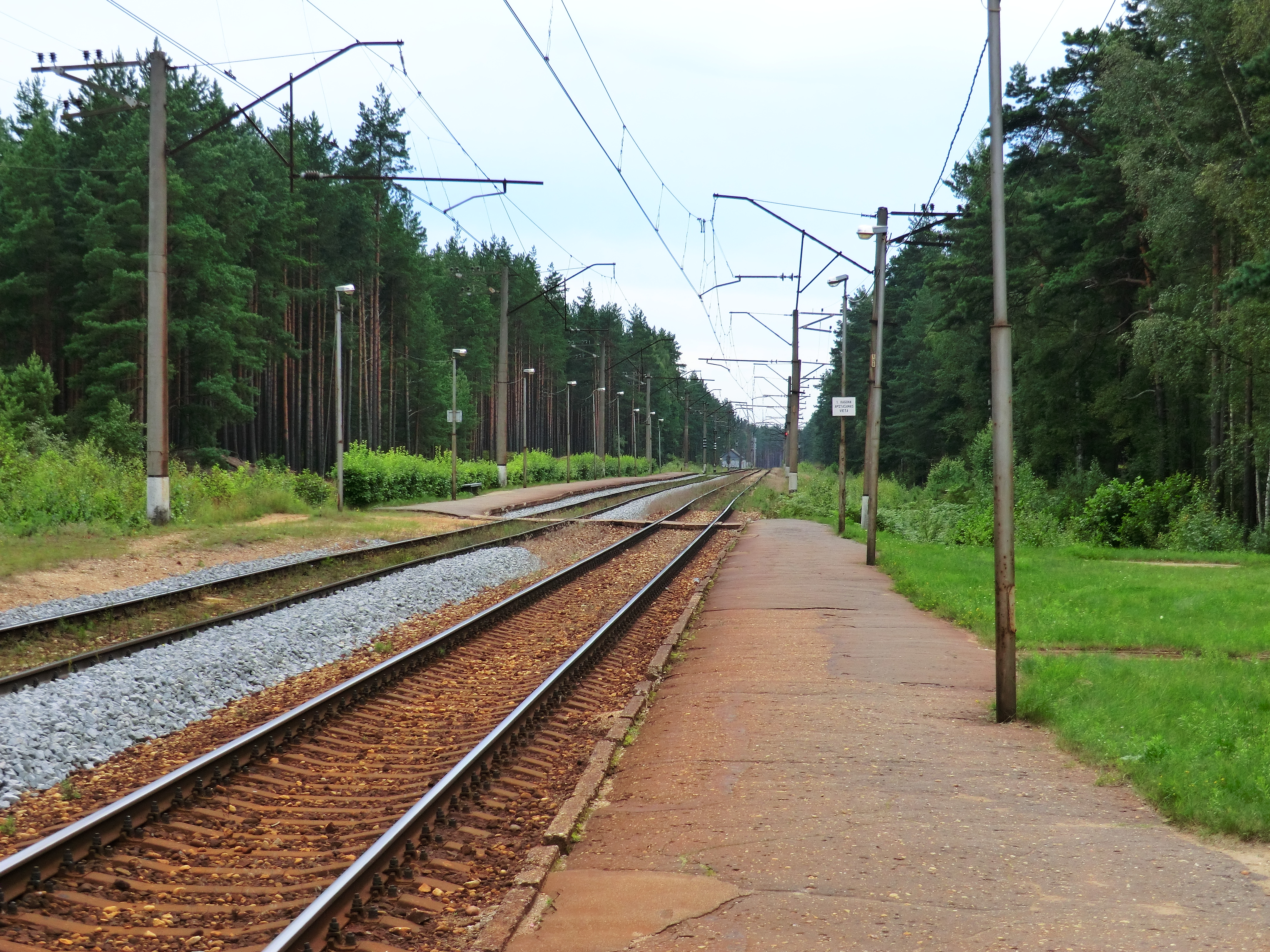
Perony
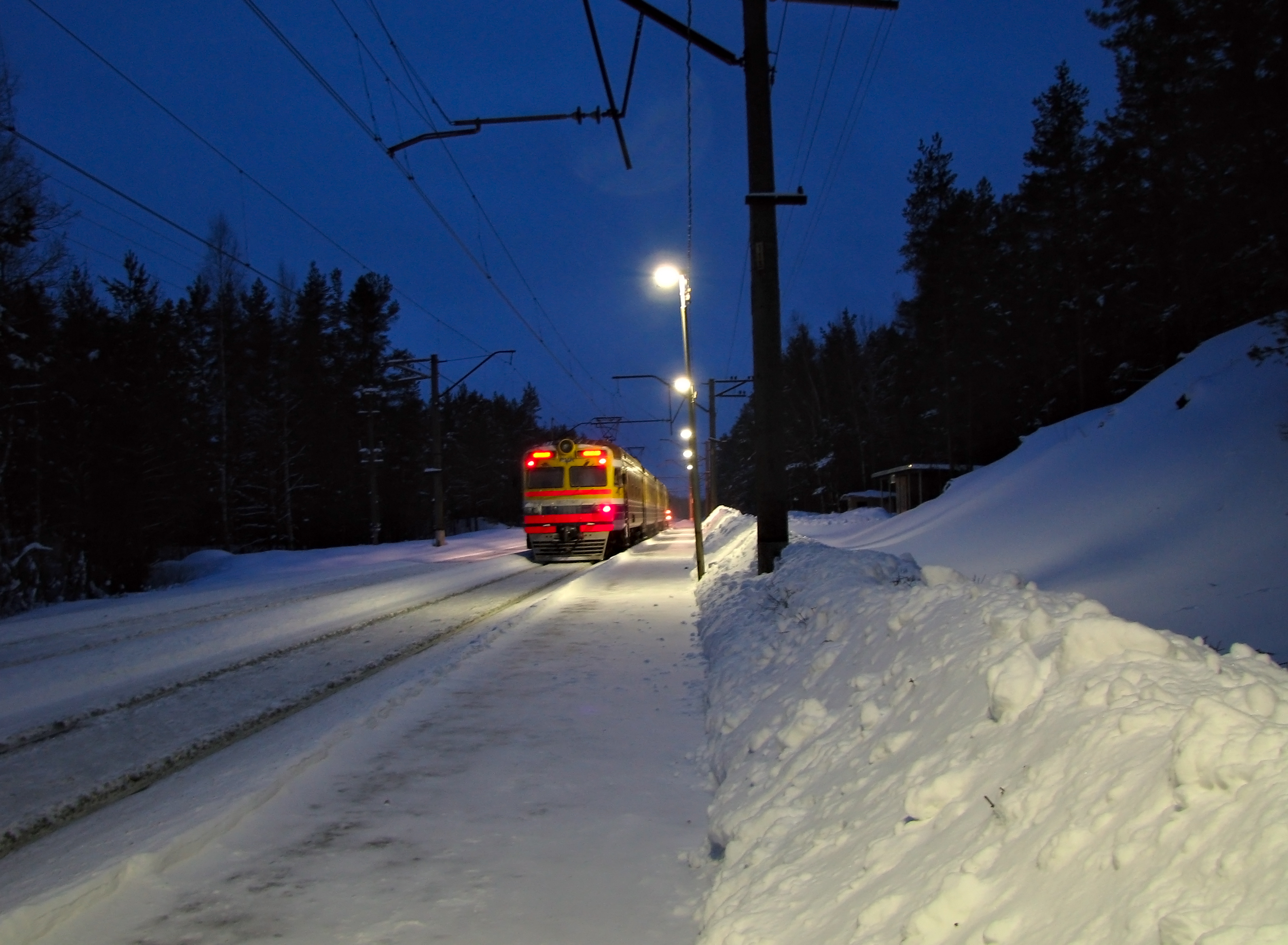